# Ermita del Ecce Homo (Burriana)
La ermita del Ecce Homo, también conocida como ermita de l'Axiamo, es un lugar de culto católico situado en Burriana, Plana Baja, catalogado como Bien de Relevancia Local según la Disposición Adicional Quinta de la Ley 5/2007, de 9 de febrero, de la Generalitat, de modificación de la Ley 4/1998, de 11 de junio, del Patrimonio Cultural Valenciano (DOCV Núm. 5.449 / 13/02/2007), con código 12.06.032-006.
Sito en la partida del Rovellat, se accede a la ermita, que se encuentra a 3 km de la población, por la carretera del puerto y luego se toma el camino hasta la ermita.
Es una ermita muy popular en Burriana por los muchos milagros que se atribuyen a la imagen del Ecce Homo que en ella se guarda. De hecho existe una tradicional peregrinación semanal a la ermita, “los viernes del Ecce Homo”.

## Historia
Cuenta la tradición, que el 12 de octubre de 1787, viernes, mientras trabajaba en los campos del hacendado Francisco Mainer, un agricultor encontró una imagen de barro cocido que representaba al Ecce Homo (es decir, a Jesús torturado y con corona de espinas, en el momento en el que es presentado a Poncio Pilato), la cual se ubicaba dentro de un medallón. Pese a que en un primer momento la imagen se guardó en casa del dueño de las tierras, la devoción de los vecinos de Burriana fue tal, desde los inicios del hallazgo, que propiciaron la pronta construcción de la ermita que la contendría.
La construcción de la ermita se inicia en 1792, acabándose la obra y bendiciéndose el edificio el 15 de septiembre de 1795.
El medallón se dató del siglo VIII y su origen es desconocido.

## Descripción
El edificio en sí es una construcción de gran sencillez y sobriedad, pese a que algunos detalles de su fachada pueden darle un aire barroco. Es más que un edificio, un conjunto de ellos en el que destaca la ermita y el pozo para calmar la sed de los peregrinos. También pueden distinguirse, pese a su estado de semiabandono, la casa del ermitaño.
La fachada presenta remate en frontón mixtilíneo del que parte un hastial con un hueco central en el que cabe una campana, y hace las veces de espadaña, que se remata con una cruz de forja.
Externamente presenta cubierta de teja a dos aguas, que no es continuo para todo el edificio, de manera que la anexa sacristía, presenta en la parte posterior una cubierta más ancha e independiente.
Presenta un porche de entrada al templo, que se realiza por una puerta rectangular, emplanchada, de dos hojas con postigo y mirilla; que consta de la capilla en sí misma, la zona de sacristía, y la sala de los exvotos. Además en el interior de la ermita se encuentran las tumbas del señor Mainer y de su esposa.
Por su parte, en interior de la ermita es de dimensiones reducidas y decoración barroca en motivos florales, considerablemente deteriorados y llama la atención por la existencia de numerosas velas encendidas.

## Festividad
Además de la tradicional peregrinación semanal, los viernes (manteniéndose abierta la ermita este día de 9 a 13 horas por la mañana y de 15 a 17 horas por la tarde), a la ermita, se celebran las fiestas en honor al descubrimiento del medallón todos los 12 de octubre. Durante este día se realizan diversas actividades entre las que destaca las tradicionales calderetas de arroz y cerdo.